# J-1 Prząśniczka
J-1 Prząśniczka – jednomiejscowy samolot amatorski, zastrzałowy górnopłat o prostej i lekkiej, drewnianej konstrukcji ze stałym podwoziem, silnikiem pchającym umieszczonym za kabiną pilota. Samolot zaprojektował konstruktor amator Jarosław Janowski z Łodzi.

## Historia

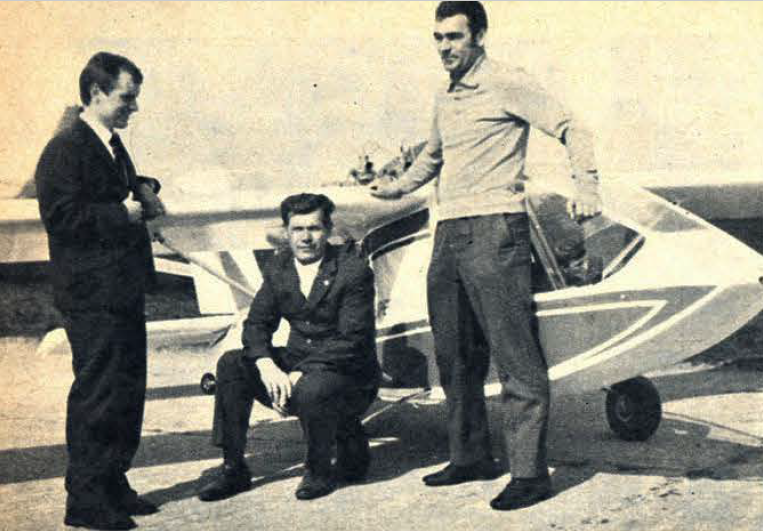
Budowniczowie samolotu J-1 (od lewej): Jarosław Janowski, Witold Kalita i Stefan Polawski

Zamysłem Jarosława Janowskiego było skonstruowanie samolotu o uproszczonej konstrukcji, zbudowanego z łatwo dostępnych materiałów, taniego w budowie i eksploatacji. 
Samolot zaprojektował sam w lipcu 1967 roku, a zbudował wraz ze Stefanem Polawskim i Witoldem Kalitą, kolegami z Aeroklubu Łódzkiego. Samolot zbudowano w  Łodzi w pokoju o powierzchni 18 m², w mieszkaniu w bloku na drugim piętrze. Na początku 1969 roku zakończono budowę kadłuba i skrzydeł. 15 kwietnia 1969 roku uruchomiono silnik do samolotu Saturn-500. 
Janowski zaprojektował według własnego pomysłu silnik, który zbudował Stefan Polawski. Był to dwusuwowy bokser, gaźnikowy silnik o pojemności 500 cm³, zbudowany z części wyprodukowanych w Niemieckiej Republice Demokratycznej pochodzących z silnika motocykla MZ 250.
Konstruktor starał się o zezwolenie na oblot samolotu dostarczając dokumentację i opis techniczny maszyny do Inspektoratu Kontroli Cywilnych Statków Powietrznych, a decyzji urząd nie podejmował. 30 lipca 1970 roku pilot Jerzy Orłowski wykonał pierwszy lot samolotem bez oficjalnego zezwolenia. Po próbnym locie pilot potwierdził dobre właściwości lotne samolotu. Testowy lot wykonano w tajemnicy, ponieważ biurokratyczna niechęć i restrykcyjne przepisy w PRL nie pozwalały na zarejestrowanie samolotu amatorskiej budowy, a wymagania wykonania obliczeń wytrzymałościowych i szczegółowej dokumentacji technicznej były niemożliwe do zrealizowania przez amatora konstruktora. 

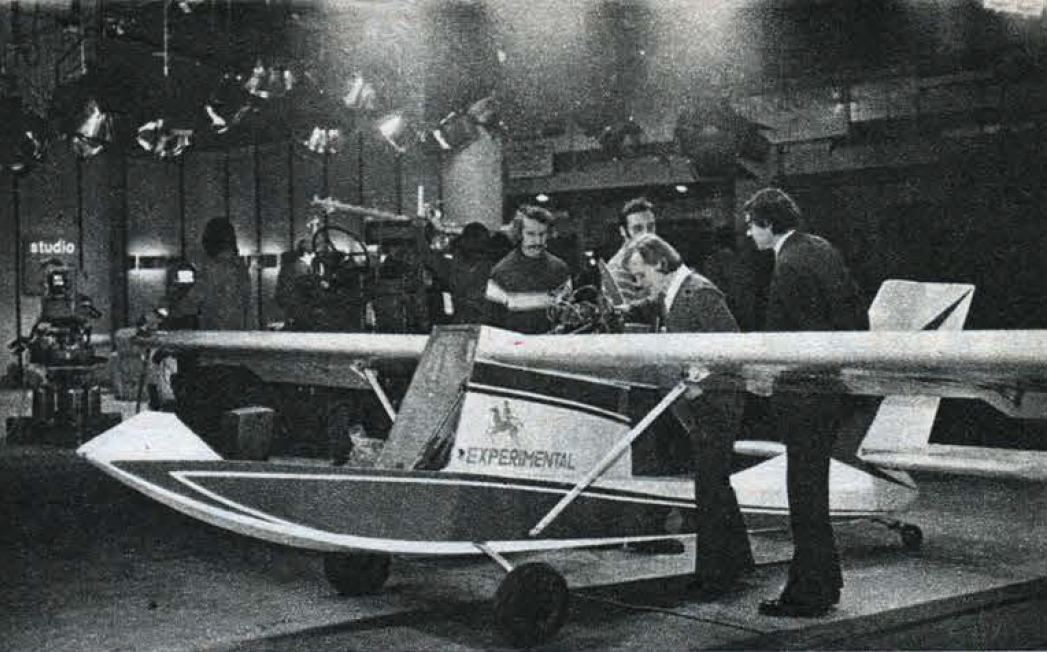
Samolot J-1 Prząśniczka w studiu telewizyjnym

Sprawę konstruktora „Prząśniczki” nagłośniono w czasopismach „Razem” i „Kulisy” oraz w „Dzienniku Łódzkim”, a w programie telewizyjnym Progi i bariery Janowski przedstawił problemy zarejestrowania samolotu w Polsce. Instytut Lotnictwa w 1972 roku przyjął samolot do badań, jednak badań i testów nie rozpoczęto. W 1973 roku profesor Politechniki Warszawskiej Zbigniew Brzoska wykonał ekspertyzę konstrukcji samolotu i przeprowadził pobieżne obliczenia konstrukcyjne. Pozytywna opinia profesora Brzoski spowodowała, że samolot i silnik przeszedł testy, badania, próby w locie, po czym uzyskał certyfikat Instytutu Lotnictwa po 4 latach pod wpływem mediów oraz opinii publicznej.
8 czerwca 1976 roku samolot J-1 został zarejestrowany jako motoszybowiec i został wpisany do Rejestru Cywilnych Statków Powietrznych ze znakiem rejestracyjnym SP-002. „Prząśniczka” należąca do konstruktora wylatała około 400 godzin, 11 lipca 1981 roku uległa zniszczeniu na skutek wypadku, do którego doszło na lotnisku Lublinek koło Łodzi. Uniemożliwiło to prezentację konstrukcji na I Ogólnopolskim Zlocie Konstruktorów Amatorów Lotniczych w Łodzi. Konstruktor, pilotujący samolot, wyszedł z katastrofy bez szwanku.
W 1973 roku Janowski dostosował plany konstrukcyjne samolotu do przepisów amerykańskich, co umożliwiło produkcję za granicą. Egzemplarze zmodyfikowanej wersji J-1B Don Quixote zbudowano na świecie. W Polsce według planów Janowskiego zbudowano kilka egzemplarzy różniących nieznacznie się wymiarami i silnikiem. W 1983 roku w dwumiesięczniku Plany Modelarskie opublikowano plany modelu samolotu J-1 Prząśniczka (w skali 1:3), który jest budowany na świecie.
Następnym samolotem zaprojektowanym przez Janowskiego był samolot J-2 Polonez, który był rozwinięciem samolotu J-1 Prząśniczka.
Jeden z egzemplarzy J-1 Prząśniczka znajduje się w Muzeum Lotnictwa Polskiego w Krakowie, gdzie został przekazany w 2008 roku. 
21 lipca 2024 roku doszło do drugiego w historii wypadku z udziałem samolotu J-1. W miejscowości Lipowa (woj. śląskie) maszyna runęła na ziemię krótko po starcie, a następnie stanęła w płomieniach.

## Konstrukcja

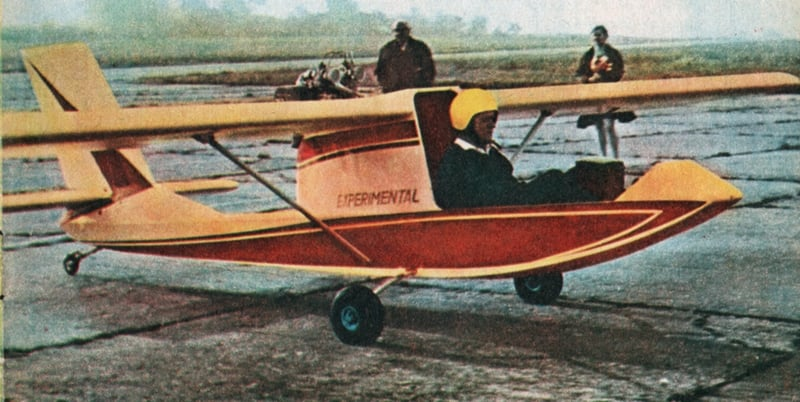
Oblot J-1 Prząśniczka

J-1 Prząśniczka to grzbietopłat o lekkiej konstrukcji ze stałym podwoziem, silnikiem pchającym umieszczonym za kabiną pilota i drewnianym śmigłem.
Kadłub samolotu o konstrukcji drewnianej, posiadający ramę nośną spawaną z rurek stalowych, do których mocowane są skrzydła, podwozie, zbiornik paliwa i silnik oraz boki kadłuba. Tył kadłuba wykonany w formie kratownicy drewnianej. Całość kryta sklejką. Tablica przyrządów wyposażona w prędkościomierz, wariometr, busolę, chyłomierz poprzeczny. Fotel pilota dostosowany do spadochronu plecowego. Osłona kabiny pilota wykonana z szkła akrylowego.
Statecznik pionowy wykonany jako integralna część kadłuba. Usterzenie poziome o profilu NACA 0012, konstrukcji drewnianej, kryte sklejką. Napęd steru kierunku linkowy, steru wysokości popychaczowo-linkowy.
Płat o profilu Clark-Y, konstrukcji dwudźwigarowej z dźwigarem głównym skrzynkowym oklejonym sklejką. Do pierwszego dźwigara kryty sklejką, dalej płótnem. Skrzydła podparte pojedynczymi zastrzałami wykonanymi z rury stalowej. Wyposażone w lotki o napędzie popychaczowo-linkowym. 
Podwozie główne stałe z amortyzowanym, sterowanym kółkiem ogonowym.
Napęd – dwusuwowy silnik amatorski Saturn-500 o mocy 25 KM napędzający stałe, drewniane śmigo pchające.

## Malowanie
Górna część kadłuba i płat malowany na biało, dolna część kadłuba i drobne akcenty na stateczniku pionowym czerwone. Malowanie wykonane z użyciem farb nitro. 